# 아레네오 데이비드
아레네오 데이비드(영어: Areneo David 아레네오 데이비드[*])는 말라위의 양궁 선수다. 첫 국제 무대는 2016년 양궁 월드컵이었으며 147위를 차지하였다. 2016년 하계 올림픽과 2021년 하계 올림픽의 양궁 남자 개인전에 참가하였으며 말라위 최초의 올림픽 양궁 선수다.

## 같이 보기
- 박영숙 (양궁인)